# Ситиборд
Ситиборд (от англ. city — город, board — доска) — конструкция наружной рекламы формата 3,7 на 2,7 метра. В конструкции имеется внутренняя подсветка. Как правило за стеклом ситиборда размещается несколько (до 5) рекламных постеров, которые динамически меняются с помощью специального механизма. Однако термин используется и для статичных рекламных конструкций: операторы рекламы используют его для обозначения застекленных рекламных поверхностей с внутренней подсветкой размерами до 4 на 3 метра. Относится к уличной мебели. В России ситиборд — один из наименее распространенных форматов рекламных конструкций.

## Преимущества в сравнении с другими конструкциями
Малый формат более гармонично вписывается в центральные части городов, чем, например, билборды 6 на 3 метра, его установка может быть разрешена там, где щиты запрещены . Ситиборды выгодно отличаются от традиционных щитов за счет внутренней подсветки, что дает больше возможностей для дизайнеров выделять на изображениях отдельные элементы для сквозного подсвечивания.

## История развития ситибордов в России
Компания Wall установила первые ситиборды на площади Павелецкого вокзала и на Шлюзовой набережной в январе 1999 года. Летом 2002 года компания News Outdoor установила ситиборд на пересечении улицы Покровка и Покровского бульвара.
До 2006 года ситиборды не привлекали внимания операторов. Основными причинами такой непопулярности были: высокая стоимость импортных конструкций (около 40 тысяч евро), сложности в техническом обслуживании и проблемы с надежностью, особенно зимой, а также незаинтересованность рекламодателей в новом типе носителей.
По данным компании «Эспар-Аналитик», роль ситибордов в outdoor ещё незначительна (0,7% конструкций и 1,7% поверхностей); их размещение зафиксировано только в 21 городе из 50, охваченных мониторингом; в большинстве этих городов ситиборды представлены единичными установками. Федеральные операторы однако не обладают монополией на наименование, ситиборды как стационарные поверхности с внутренней подсветкой используются в т.ч. на Киевском шоссе, в Луге и Псковской области.